# Aleksandr Sergeevič Dolgorukov
Principe Aleksandr Sergeevič Dolgorukov, in russo Александр Сергеевич Долгоруков? (10 novembre 1841 – San Pietroburgo, 20 giugno 1912), è stato un politico e diplomatico russo.

## Biografia
Era il figlio di Sergej Alekseevič Dolgorukov (1809-1891), e di sua moglie, Marija Aleksandrovna Apraksina (1816-1892).

## Carriera
Nel 1858 entrò a far parte della cancelleria imperiale. L'anno seguente fu trasferito al Ministero degli affari esteri. Nel 1860 compì una missione diplomatica a Berlino e, nel 1861, venne trasferito all'ambasciata di Parigi. Nello stesso anno fu nominato gentiluomo da camera.
Nel 1863 è stato trasferito all'Ufficio degli Affari Esteri. Venne nominato alla carica di consigliere di Stato. Nel 1883 venne nominato maestro di cerimonie e nel 1890 a maresciallo.
Nel 1896, in occasione dell'incoronazione di Nicola II e Aleksandra Fëdorovna, ricoprì la carica di supremo maestro di cerimonie.
Il 6 maggio 1905 è stato nominato membro del Consiglio di Stato.

## Matrimonio
Sposò, il 19 aprile 1868, la contessa Ol'ga Petrovna Šuvalova (1848-1927), figlia di Pëtr Pavlovič Šuvalov e di Sof'ja Vasil'evna Naryškina, nipote di Olga Stanislavovna Potocka. Attraverso questo matrimonio, Aleksandr divenne uno dei più ricchi proprietari terrieri dell'impero. Ebbero sei figli:
- Marija Aleksandrovna (1869-1949), sposò di Jurij Ivanovič Trubeckoj;
- Sof'ja Aleksandrovna (1870-1957), sposò il conte Nikolaj Pavlovič Fersen, figlio di Pavel Karlovič Fersen;
- Sergej Aleksandrovič (1872-1933), sposò Irina Vasil'evna Naryškin;
- Ol'ga Aleksandrovna (1873-1946); sposó Principe von Dietrichstein, Conte Mensdorff Pouilly
- Pëtr Aleksandrovič (1883-1925), sposò in prime nozze Sof'ja Alekseevna Bobrinska e in seconde nozze Anna Michajlova Leont'evna;
- Varvàra Aleksandrovna (1885-1980), sposò Nikolaj Vasil'evič Kočubej.

## Morte
Morì il 20 giugno 1912 a San Pietroburgo.